# Imprimare de monedă

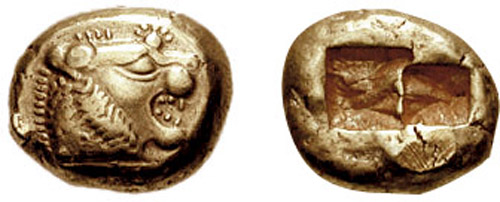
Stater (Lidia, începutul secolului al VI-lea î.Hr.)

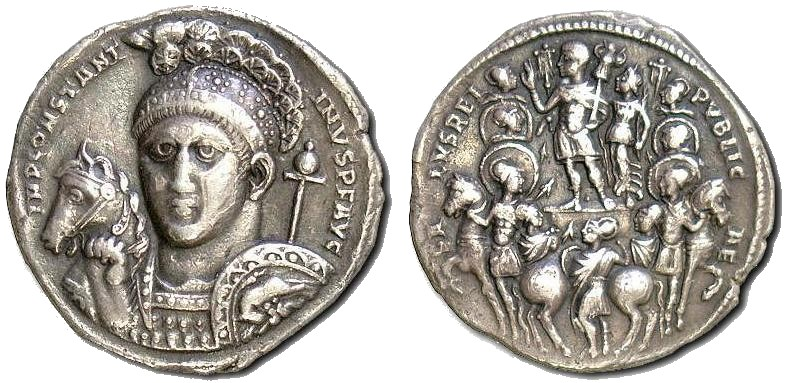
Portretul împăratului Constantin cu cristogramă pe creasta coifului (stânga, aversul unui medalion de argint, bătut în anul 313 la Ticium, Pavia).

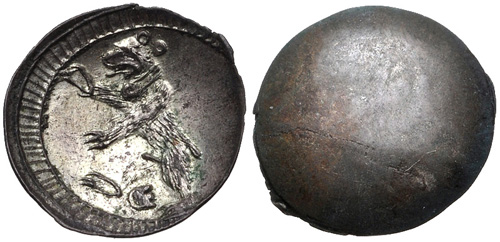
Pfenig concav din St. Gallen imprimată pe o singură față (argint; diametru 13 mm; 0,26 g)

Imprimarea monedei, executată astăzi în cea mai mare parte în monetării pe baza dreptului de a emite monedă și conform instrucțiunilor unei bănci centrale, este procesul mecanic prin care monedele sau medaliile primesc prin aplicarea presiunii o formă definită oficial, obligatorie și cu valoare. În procesul de obținere a monedei, semifabricatul de formă rotundă este imprimat cu ajutorul unor matrițe cu relief. Până la sfârșitul secolului al XV-lea, baterea monedei era o muncă pur manuală (baterea cu ciocanul). Astăzi, mașinile care bat monede produc 20 000 de monede pe minut. Pași importanți făcuți pe drumul spre producția modernă a monedelor au fost: presa cu cleme, presa cu valțuri, presa de buzunar, presa cu șurub (și balansier), presa cu pârghie articulată și moletarea. Dezvoltarea tehnicilor de producere a monedei a dus nu numai la creșterea vitezei de imprimare, ci și la evoluția standardizării aspectului și a dimensiunii lor.

## Procesul de obținere a monedelor

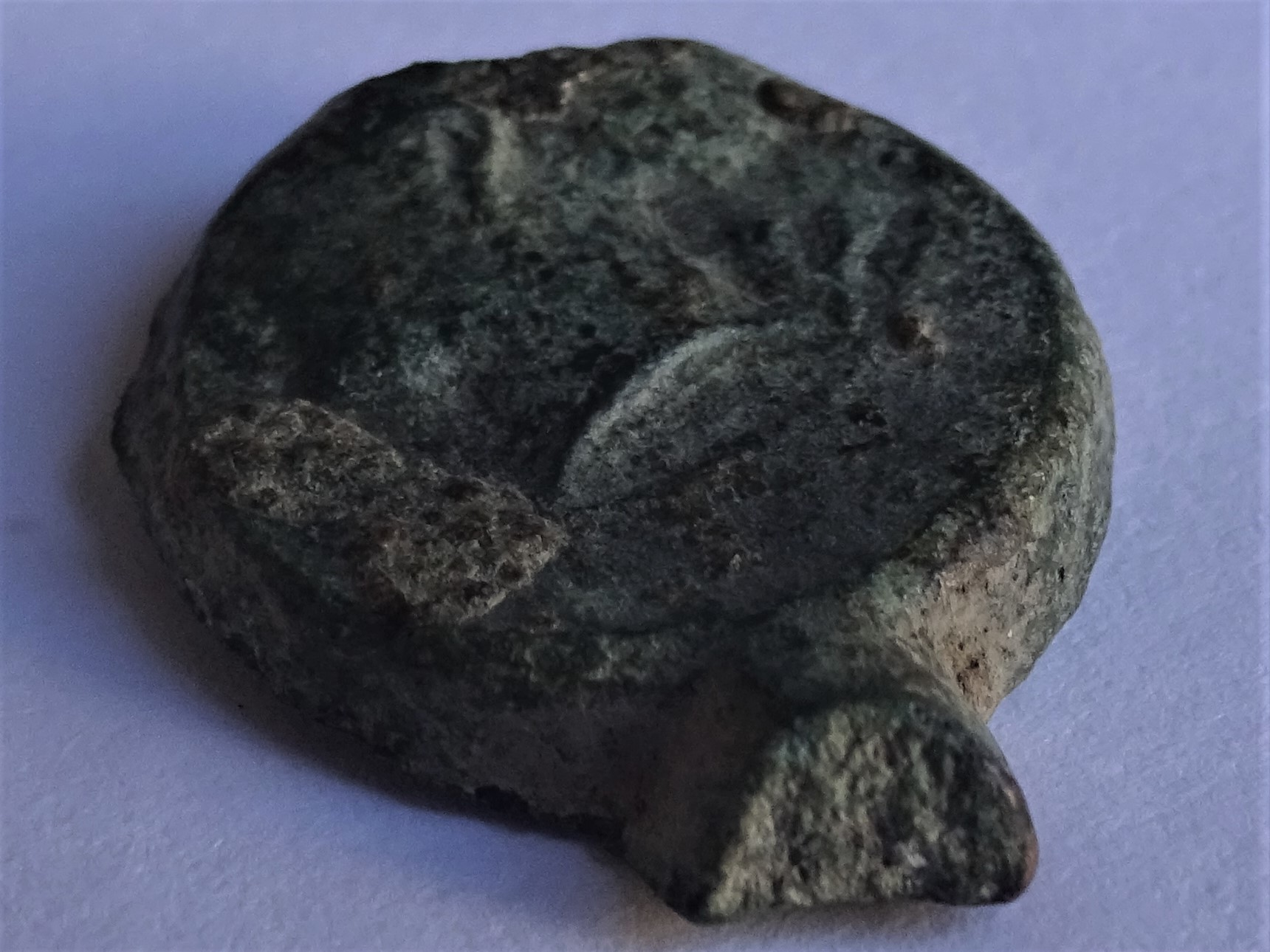
Hemilitron din Siracuza cu resturi ale canalului de turnare (c. 405–400 î.Hr.)

Cele mai vechi monede descoperite, monedele ionice datând din secolul al VII-lea î.Hr. au fost făcute din electrum (un aliaj natural din aur și argint). Ele au fost obținute dintr-o bucată de metal lovită cu o daltă. Aproximativ din anul 650 î.Hr. monedele au fost decorate cu motive simple, ca de exemplu un cap de leu (stater - monedă antică grecească), iar pentru imprimarea în relief a fost folosită o unealtă care în limbajul de specialitate se numește „ștempel”.

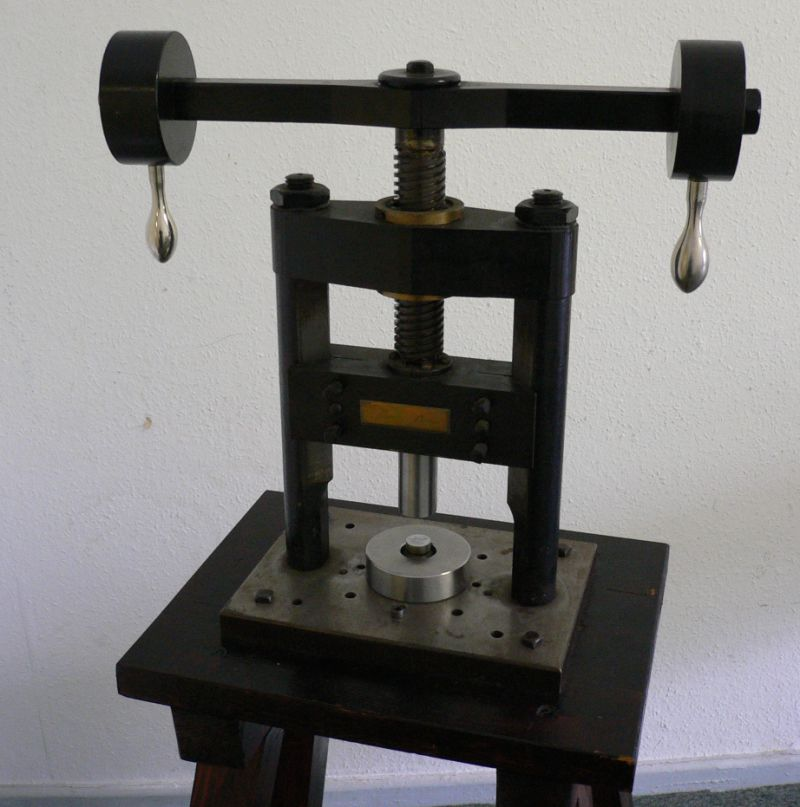
Presa cu șurub și balansier

Monedele erau obținute din semifabricate de formă rotundă. Se  presupune că acestea erau turnate individual înainte de a fi bătute. În jurul anului 400 î.Hr. când au fost bătute primele monede din bronz este probabil ca mai multe semifabricate să fi fost turnate împreună și apoi separate între ele. Monedele timpurii de bronz din timpul Republicii Romane au fost obținute doar prin turnare fără a fi ulterior bătute.

### Baterea cu ciocanul

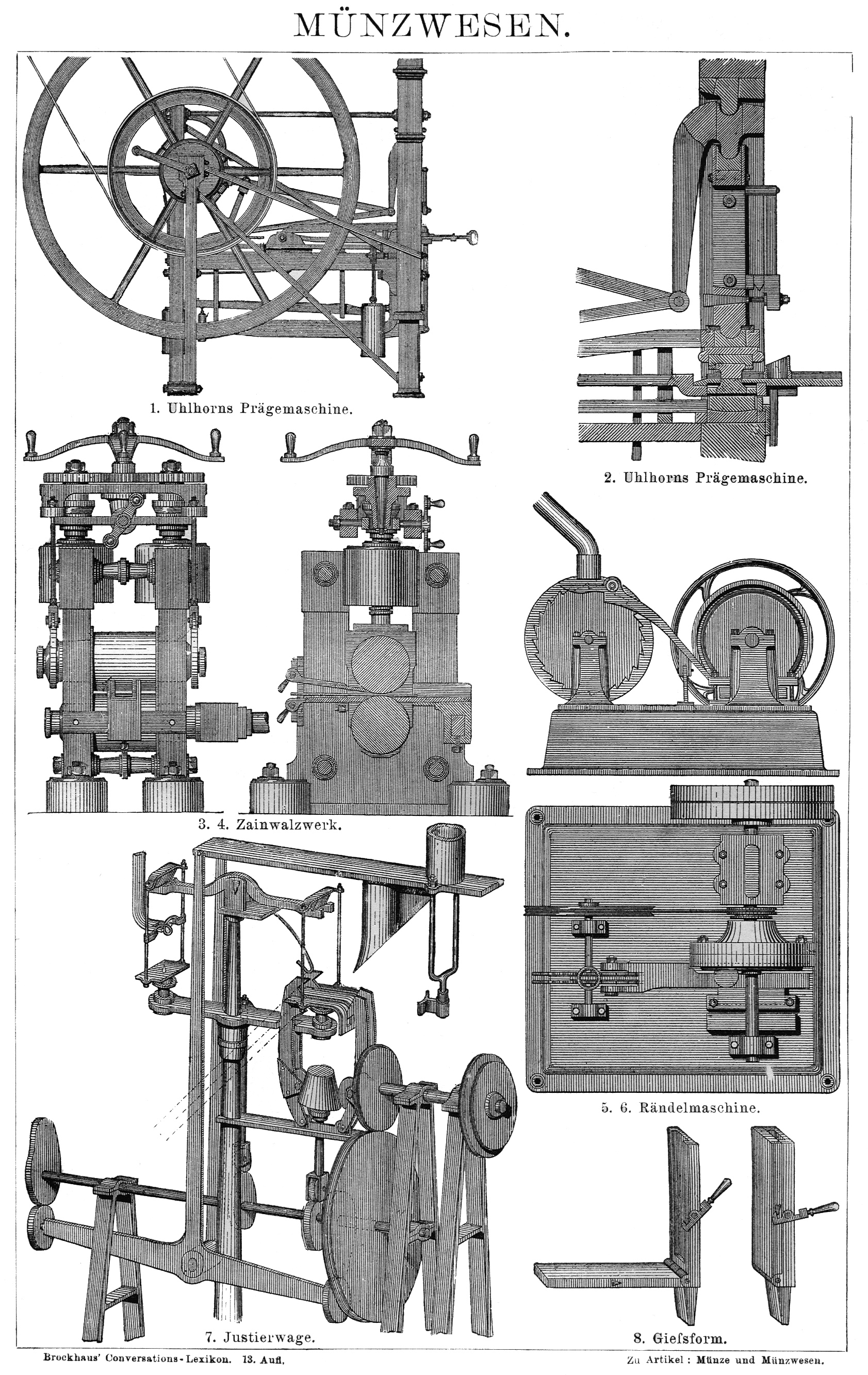
Diferite mașini de bătut monede (Conversations-Lexikon Brockhaus, vol. 11, Leipzig 1885, pp. 942-943)

Monedele au fost din antichitate până în epoca modernă timpurie (la mijlocul secolului al XVI-lea) obținute prin tehnica manuală de imprimare în relief care nu a evoluat mult de-a lungul timpului. Această tehnică utiliza cel mai des un poanson superior, un poanson inferior și un ciocan. În cel mai simplu caz, o persoană plasa un semifabricat pe matrița inferioară fixă și ținea poansonul superior cu mâna. O imprimare cu ciocanul îmbunătățită a fost realizată, în special pentru monedele mari, când o a doua persoană ținea și alinia semifabricatul cu un clește cu vârf plat în timpul lovirii cu ciocanul. O formă specială de imprimare cu ciocanul a fost folosită pentru bracteatele medievale foarte subțiri la care lovirea cu ciocanul se făcea fără matriță inferioară într-un suport din piele sau din plumb. Prin urmare, bracteatele au reflieful imprimat pe o singură parte.

### Presa cu cleme
Guldenul de argint (în germană Guldiner) a fost bătut în Tirol pentru prima dată în 1486 fiind prima monedă europeană mare din argint, premergătoarea talerului. Monedele mari puteau fi bătute manual doar cu mare efort și adesea imprecis. Presa cu cleme pentru imprimat în relief a fost o inovație tehnică majoră apărută odată cu emiterea talerului. Clemele permiteau ghidarea poansonului superior mai precisă decât cu ajutorul unui clește cu vârf plat, dar baterea monedei se făcea tot prin aplicarea loviturii manuale cu ciocanul.

### Presa cu valțuri și presa de buzunar
În anul 1550 a fost folosită pentru prima dată presa cu valțuri în monetăria din orașul Hall în Tirol. Plăcile din metal de grosimea monedelor erau presate între două valțuri din fier pe care erau gravate mai multe forme negative ale aversului și reversului monedei. În timp ce la baterea cu ciocanul, semifabricatele se obțineau înainte de imprimare, la presa cu valțuri, monedele erau tăiate din placa de metal după imprimare. Valțurile erau cu ușurință puse în mișcare cu ajutorul animalelor sau cu forța apei.
O dezvoltare ulterioară a presei cu valțuri a fost presa de buzunar pentru a cărei acționare era necesară o singură persoană. Partea gravată folosită la imprimare putea fi schimbată ceea ce reprezenta un mare avantaj față de imprimarea cu valțuri.

### Presa cu balansier
Folosirea acestei prese a fost larg răspândită, de asemenea, în secolul al XVI-lea. Din punct de vedere tehnic aceasta este o presă cu ax filetat. Mișcarea rapidă de rotație a unui ax este transformată într-o mișcare mai lentă, verticală în jos, cu ajutorul filetului. Se creează astfel o presiune foarte mare între poansonul inferior și poansonul superior aflat la capătul inferior al axului. Efectul este mărit de forța centrifugă exercitată de niște greutăți montate la capătul superior al axului (balansierul). Presa cu balansier avea avantajul că mai multe monede putea fi imprimate în același timp.

### Presa cu pârghie articulată
În 1817 constructorul german Diedrich Uhlhorn a inventat presa cu pârghie articulată, care a fost folosită câțiva ani mai târziu pentru baterea monedelor. Această presă folosește efectul pârghiei articulate pentru a imprima reversul și aversul monedei rapid și fără mult efort, în timp ce forța folosită este maximă. La acest sistem, matrița superioară este apăsată cu presiune crescândă pe semifabricatul monedei. Presa de acest tip poate fi ușor acționată mecanic (cu un motor cu abur), iar introducerea semifabricatelor între poansoane poate fi automatizată. Fabricarea modernă a monedelor se bazează încă în mare parte pe principiul presei cu pârghie articulată.

### Imprimare în inel
În antichitate și în Evul Mediu marginea monedei nu era prelucrată. În epoca modernă timpurie monedele de calitate superioară aveau adesea marginea prelucrată. Operațiunea de imprimare a zimților, striurilor sau a altor modele pe marginea monedei se numește moletare. Începând din secolul al XVII-lea au apărut mașini speciale de moletat. Operațiunea de moletare se făcea de obicei înainte de imprimarea aversului și reversului monedei.
La presarea în inel, imprimarea și moletarea marginilor monedei erau realizate într-o singură operațiune. Această tehnică a fost inventată de elvețianul Jean-Pierre Droz în 1810. Rezultatul presării în inel este o monedă cu marginea și diametrul bine definite. Dacă inelul este de asemenea gravat, marginea este imprimată primind pozitivul imaginii gravurii. Presarea în inel a eliminat operațiunea de moletare, în special pentru monedele mari din metale prețioase. Începând din a doua jumătate a secolului al XIX-lea monedele mici au fost obținute mai ales prin baterea în inel.

## Matrițe de imprimare a monedelor
Până în timpurile moderne imaginea negativului monedei era gravată pe matrița inferioară făcută din fier cu duritate mică (încă nesupus tratamentului termic pentru creșterea durității). Matrița inferioară imprima fața monedei denumită avers (în greaca veche charakter). Imaginea matriței superioare, numită și matriță de reținere, reprezintă spatele monedei denumit revers (în greaca veche typos). După gravare, duritatea matrițelor este crescută prin tratament termic. Ca urmare metalul matrițelor este mult mai dur decât cel folosit pentru producerea monedelor (de exemplu aur, argint, cupru și aliajele lor). Totuși, matrițele erau supuse unei uzuri mari și trebuiau înlocuite la intervale de timp regulate. Deoarece fiecare matriță era o piesă individuală realizată manual, imprimarea în relief varia chiar și la același tip de monedă.
Începând din secolul al XIX-lea s-a impus cerința ca imaginea imprimată pe monedă să fie întotdeauna aceeași. Prin urmare, s-a început producerea matrițelor „ștampilă-mamă” care poartă imaginea pozitivă a monedei, așa cum va apărea ulterior pe monedă. Aceste matrițe pozitive supuse tratamentului termic de durificare sunt utilizate pentru obținerea unor matrițe identice din material inițial de mică duritate. Acestea, numite matriță „ștampilă-fiică”, poartă imaginea negativă și, după tratamentul de durificare, sunt folosite pentru imprimarea propriu-zisă a monedelor. Astăzi duritatea suprafețelor acestor matrițe este adesea crescută prin acoperire galvanică cu crom.
La imprimare este determinată, de asemenea, poziția în care se află aversul față de reversul monedei. La imprimarea reversibilă cele două se află în poziția corectă atunci când moneda este rotită în jurul axei orizontale. Deoarece francul francez a fost astfel bătut, monedele care au acest tip de poziționare a celor două fațete sunt denumite „monede franceze”. La imprimarea întoarsă aversul și reversul să află în poziție corectă atunci când moneda este rotită în jurul axei verticale (euro este astfel imprimat, ca și fosta monedă a Germaniei, marca germană).